# ثمینه، پنجاب
ثمینه (به انگلیسی: Samina) یک روستا در پاکستان است که در ناحیه دیره غازی خان واقع شده‌است. ثمینه ۱۱۳ متر بالاتر از سطح دریا واقع شده‌است.